# Bösendorfer

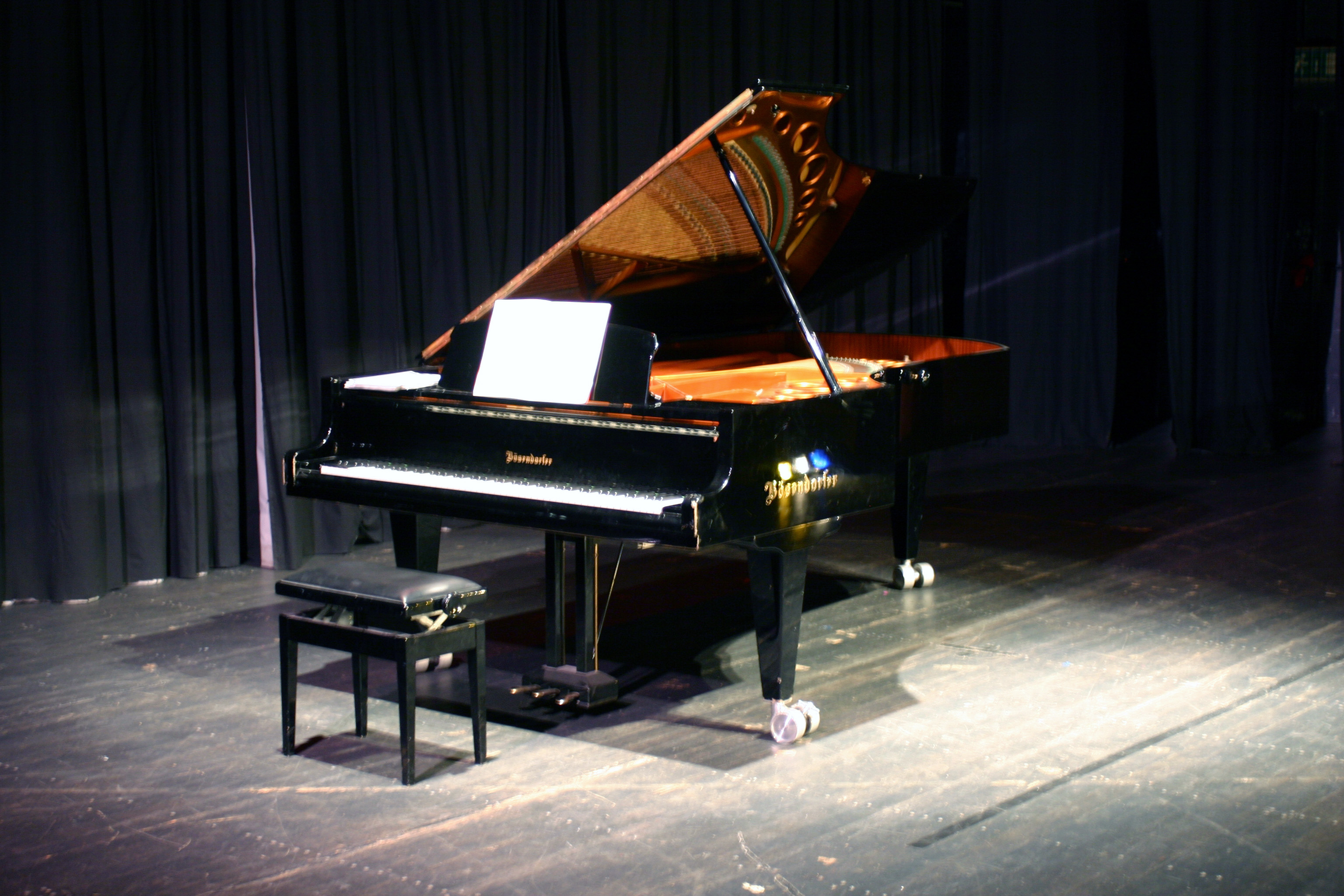
Fortepian Bösendorfer

L. Bösendorfer Klavierfabrik GmbH („Fabryka fortepianów L. Bösendorfer”), pot. Bösendorfer – austriackie przedsiębiorstwo produkujące fortepiany. Zostało założone 25 lipca 1828 r. przez Ignaza Bösendorfera. W 2008 zostało przejęte przez Yamahę.

## Historia

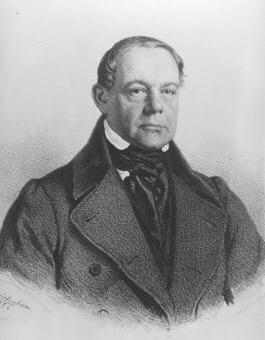
Ignaz Bösendorfer

Ignaz Bösendorfer był synem stolarza, a sztukę budowy instrumentów muzycznych opanował podczas pracy u wiedeńskiego twórcy organów i fortepianów Josepha Brodmanna. W 1828 otrzymał licencję handlową i przejął zakład swego mistrza w Wiedniu. Po pochlebnych opiniach Ferenca Liszta przedsiębiorstwo zyskało sławę w Europie. Fortepiany Bösendorfera otrzymały złote medale na wystawach w Wiedniu, a w 1839 cesarz Ferdynand I nadał właścicielowi zakładu tytuł „twórcy fortepianów na dwory cesarskie i królewskie”.
W 1859 r. Ignaz Bösendorfer zmarł, a przedsiębiorstwo przejął jego syn Ludwig. Na ten okres przypada dynamiczny rozwój fabryki, która dwukrotnie zmieniała siedzibę (w 1860 i 1870). W 1869 cesarz Franciszek Józef I podarował fortepian Bösendorfera japońskiej rodzinie cesarskiej. Fortepiany otrzymały także arystokratyczne rodziny we Francji i Rosji. W 1889 zorganizowano pierwszy Konkurs Pianistyczny im. Bösendorfera.
W XIX wieku firma była największą firmą w Wiedniu produkującą doskonałej jakości fortepiany. Bösendorferowie kształcili w swojej fabryce licznych młodych rzemieślników – najzdolniejsi z nich z czasem usamodzielniali się i otwierali własne firmy produkujące fortepiany. Najsłynniejszym z takich czeladników Bösendorfera był Franz Wirth, który założył także w Wiedniu swoją własną fabrykę w 1879 roku. Wirth otrzymał od firmy Bösendorfer przywilej reklamowania swoich instrumentów także nazwiskiem Bösendorfera – wczesne fortepiany Wirtha posiadały na pokrywie klawiaturowej nietypową inskrypcję: „Franz Wirth, schuler von Bösendorfer” („Franz Wirth, uczeń Bösendorfera”).
Około roku 1900 powstał pierwszy model „Imperial”, posiadający osiem oktaw i 290 cm długości. W 1909 firmę przejął Carl Hutterstrasser. Ludwig Bösendorfer żył do 1919 i nie pozostawił żadnych potomków. Przedsiębiorstwo przetrwało I wojnę światową, a później zostało odziedziczone przez synów Hutterstrassera – Aleksandra i Wolfganga. W 1944 magazyny drewna Bösendorfera zostały zbombardowane przez lotnictwo Aliantów.
Na przestrzeni następnych kilkudziesięciu lat firma trzykrotnie zmieniała właściciela: w 1966 r. fabrykę Bösendorfera kupiła firma Kimball, w 2001 BAWAG i wreszcie w 2008 Yamaha.
W 2002 r. fabryka otrzymała herb od ministra finansów Austrii za zasługi dla austriackiej gospodarki.